# Villars-sur-Var
Villars-sur-Var település Franciaországban, Alpes-Maritimes megyében. Lakosainak száma 783 fő (2022. január 1.). Villars-sur-Var Ascros, Ilonse, Malaussène, Massoins, Pierrefeu, Thiéry és Touët-sur-Var községekkel határos.

## Népesség
A település népessége az elmúlt években az alábbi módon változott:
| Lakosok száma | 491  | 465  | 507  | 646  | 668  | 726  | 761  | 776  | 778  | 783  |
|               | 1968 | 1982 | 1990 | 2006 | 2013 | 2015 | 2017 | 2019 | 2020 | 2022 |